# ГЕС Ліді
ГЕС Ліді (里底水电站) — гідроелектростанція на півдні Китаю у провінції Юньнань. Знаходячись між ГЕС Унунлун (вище за течією) та ГЕС Хуанден, входить до складу каскаду на одній із найбільших річок Південно-Східної Азії Меконзі (басейн Південнокитайського моря).
У межах проєкту річку перекрили греблею з ущільненого котком бетону висотою 77 метрів та довжиною 346 метрів. Вона утримує водосховище з об'ємом 755 млн м3, в якому припустиме коливання рівня поверхні в операційному режимі між позначками 1814 та 1818 метрів НРМ (під час повені до 1819 метрів НРМ). При цьому первісний корисний об'єм складає 110 млн м3, а після завершення процесу замулювання становитиме 100 млн м3.
Машинний зал обладнають трьома турбінами типу Каплан потужністю по 140 МВт, які повинні забезпечувати виробництво 1753 млн кВт·год електроенергії на рік (а у випадку спорудження вище по течії ГЕС Gushui — 1952 млн кВт·год). Перші два гідроагрегати ввели у дію в кінці 2018 року.